# Tecla (emperatriz bizantina)
Tecla (fallecida c. 823) fue una emperatriz consorte, la primera esposa del emperador romano de Oriente Miguel II conocido como el Tartamudo.
Según Teófanes el Confesor, Tecla era hija de un estratega de la thema de los Anatólica, donde Miguel estuvo destinado. Su padre era amigo y compañero del general y posteriormente rebelde conicido como Bardanes el Turco, al que también se ha identificado como su padre. Miguel, al igual que León el Armenio y Tomás el Eslavo, eran también cercanos a Bardanes, aunque, cuando éste se sublevó el verano del año 803, Miguel y León lo abandonaron.
Tecla y Miguel sólo tuvieron un hijo conocido, el emperador Teófilo, nacido el 813 y muerto el 20 de enero de 842. Algunas fuentes hablan de la existencia de una chica llamada Helena cosa posible, pero hay contradicciones entre los investigadores. Helena es conocida como la esposa de Teófobo, un patricio y militar iraní al servicio de Teófilo, ejecutado el 842 por haber conspirado para apoderarse del trono. Jorge el Monje y Teófanes el Confesor indican que Teófobo se casó con la hermana de la emperatriz Teodora. José Genesio dice que Teófobo se casó con una hermana del emperador Teófilo. No se sabe a ciencia cierta si Helena era la hermana o la cuñada de Teófilo.
El año 820, el emperador León acusó a su antiguo compañero de armas Miguel, de conspirar contra él. Miguel fue encarcelado, pero los compañeros de conspiración organizaron el asesinato de León en la basílica de Santa Sofía la Navidad del 820. León V entró en la basílica desarmado y no se pudo defender. Miguel le sucedió como emperador y Tecla fue la nueva emperatriz.
Su reinado como Augusta fue breve, ya que murió hacia el 823. Miguel se casó entonces con Eufrósine, hija de Constantino VI.